# Independent Spirit Award/Bester Film

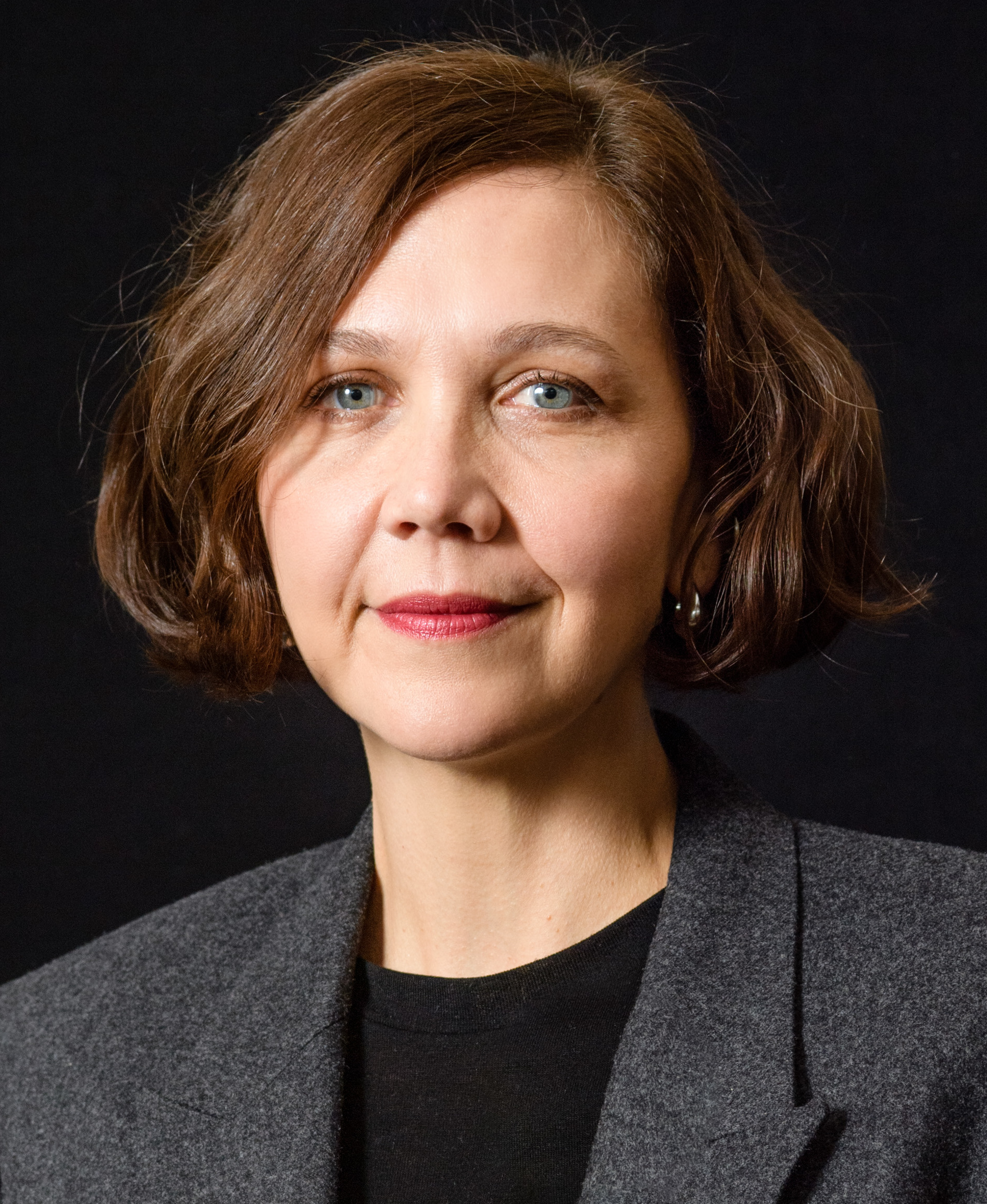
Maggie Gyllenhaal, Regisseurin des 2022 preisgekrönten Films Frau im Dunkeln

Der Independent Spirit Award in der Kategorie Bester Film (Best Feature) wird seit der ersten Verleihung im Jahr 1986 vergeben. Damit ehrt die Organisation Film Independent die aus ihrer Sicht beste Kinoproduktion des vergangenen Jahres. Mit der Auszeichnung werden die Produzenten eines Films geehrt. Separat wird seit 2001 ein Preis für den besten Film mit Produktionskosten von unter 500.000 (ab 2023 eine Million) US-Dollar vergeben. Dieser wurde im Jahr 2002 in John Cassavetes Award in Erinnerung an den US-amerikanischen Filmschaffenden John Cassavetes benannt.
Bei der Verleihung im Jahr 2016 mussten die eingereichten US-amerikanischen Filmproduktionen eine Spieldauer von mindestens 70 Minuten und Produktionskosten von weniger als 20 Mio. US-Dollar (inkl. Kosten für Postproduktion) aufweisen. Als amerikanisch gilt ein Film, wenn zwei von drei der folgenden Positionen mit US-amerikanischen Staatsbürgern besetzt wurden: Regie, Drehbuch oder Produzent. Oder der Film spielt weitgehend in den USA und mindestens 70 Prozent der Finanzierung stammen von Unternehmen die in den Vereinigten Staaten ihren Hauptsitz haben. Die Filme mussten im Vorjahr mindestens eine Woche in einem Kino in den Vereinigten Staaten oder auf einem von sechs Filmfestivals (Los Angeles Film Festival, New Directors/New Films Festival, New York Film Festival, Sundance Film Festival, Telluride Film Festival oder Toronto International Film Festival) gezeigt worden sein, um sich zu qualifizieren.
Je zweimal ausgezeichnet wurden Filme, bei denen Robert Altman (1993, 1994), Ang Lee (2001, 2006), Alexander Payne (2000, 2005) oder Darren Aronofsky (2009, 2011) die Regie innehatten. Mit fünf Filmen am häufigsten unter den Nominierungen vertreten ist Todd Haynes (1996, 1999, 2003, 2008, 2016), dessen Melodram Dem Himmel so fern 2003 den Independent Spirit Award gewann. Am häufigsten nominiert aber ohne Sieg blieben die Werke von Jim Jarmusch (1987, 1990, 1997, 2001) und Noah Baumbach (2006, 2011, 2014, 2020).
In den Jahren 1987, 2012, 2014–2017 und 2021 stimmte der preisgekrönte Film mit dem Oscar-Gewinner in der Kategorie Bester Film überein, 2001 wurde der spätere Oscar-Preisträger in der Kategorie Bester fremdsprachiger Film ausgezeichnet.

## 1980er-Jahre
1986
Die Zeit nach Mitternacht (After Hours) – Regie: Martin Scorsese
- Bedrohliches Geflüster (Smooth Talk) – Regie: Joyce Chopra
- Blood Simple – Eine mörderische Nacht (Blood Simple) – Regie: Joel Coen
- A Trip to Bountiful – Reise ins Glück (The Trip to Bountiful) – Regie: Peter Masterson

1987
Platoon – Regie: Oliver Stone
- Blue Velvet – David Lynch
- Down by Law – Regie: Jim Jarmusch
- On Valentine’s Day – Regie: Ken Harrison
- Salvador – Regie: Oliver Stone
- Stand by Me – Das Geheimnis eines Sommers (Stand by Me) – Regie: Rob Reiner

1988
Das Messer am Ufer (River’s Edge) – Regie: Tim Hunter
- The Big Easy – Der große Leichtsinn (The Big Easy) – Regie: Jim McBride
- Harte Männer tanzen nicht (Tough Guys Don’t Dance) – Regie: Norman Mailer
- Matewan – Regie: John Sayles
- Nach Kambodscha schwimmen (Swimming to Cambodia) – Regie: Jonathan Demme
- Die Toten (The Dead) – Regie: John Huston

1989
Stand and Deliver – Regie: Ramón Menéndez
- Der Fall Randall Adams (The Thin Blue Line) – Regie: Errol Morris
- Hairspray – Regie: John Waters
- Das Kuckucksei (Torch Song Trilogy) – Regie: Paul Bogart
- Patti Rocks – Sex macht Spaß (Patti Rocks) – Regie: David Burton Morris

## 1990er-Jahre
1990
Sex, Lügen und Video (Sex, Lies, and Videotape) – Regie: Steven Soderbergh
- Drugstore Cowboy – Regie: Gus Van Sant
- Heat and Sunlight – Regie: Rob Nilsson
- Mystery Train – Regie: Jim Jarmusch
- Wahre Liebe (True Love) – Regie: Nancy Savoca

1991
Grifters (The Grifters) – Regie: Stephen Frears
- Hart auf Sendung (Pump Up the Volume) – Regie: Allan Moyle
- Henry: Portrait of a Serial Killer – Regie: John McNaughton
- Das Komplott gegen Harry (The Plot Against Harry) – Regie: Michael Roemer
- Zorniger Schlaf (To Sleep with Anger) – Regie: Charles Burnett

1992
Die Lust der schönen Rose (Rambling Rose) – Regie: Martha Coolidge
- Stadt der Hoffnung (City of Hope) – Regie: John Sayles
- Hangin’ Out – 4 Homeboys unterwegs (Hangin' with the Homeboys) – Regie: Joseph B. Vasquez
- Homicide – Mordkommission (Homicide) – Regie: David Mamet
- My Private Idaho (My Own Private Idaho) – Regie: Gus Van Sant

1993
The Player – Regie: Robert Altman
- Bad Lieutenant – Regie: Abel Ferrara
- Gas Food Lodging – Verlorene Herzen (Gas Food Lodging) – Regie: Allison Anders
- Mississippi Masala – Regie: Mira Nair
- One False Move – Regie: Carl Franklin

1994
Short Cuts – Regie: Robert Altman
- Equinox – Regie: Alan Rudolph
- Das Hochzeitsbankett (喜宴, Hsi yen) – Regie: Ang Lee
- Ruby in Paradise – Regie: Victor Nuñez
- Viel Lärm um nichts (Much Ado About Nothing) – Regie: Kenneth Branagh

1995
Pulp Fiction – Regie: Quentin Tarantino
- Bullets Over Broadway – Regie: Woody Allen
- Eat Drink Man Woman (飲食男女, Yǐn Shí Nán Nǚ) – Regie: Ang Lee
- Freddy’s New Nightmare (New Nightmare) – Regie: Wes Craven
- Mrs. Parker und ihr lasterhafter Kreis (Mrs. Parker and the Vicious Circle) – Regie: Alan Rudolph

1996
Leaving Las Vegas – Regie: Mike Figgis
- The Addiction – Regie: Abel Ferrara
- Das Geheimnis des Seehund-Babys (The Secret of Roan Inish) – Regie: John Sayles
- Living in Oblivion – Regie: Tom DiCillo
- Safe – Regie: Todd Haynes

1997
Fargo – Regie: Joel Coen
- Das Begräbnis (The Funeral) – Regie: Abel Ferrara
- Dead Man – Regie: Jim Jarmusch
- Lone Star – Regie: John Sayles
- Willkommen im Tollhaus (Welcome to the Dollhouse) – Regie: Todd Solondz

1998
Apostel! (The Apostle) – Regie: Robert Duvall
- Chasing Amy – Regie: Kevin Smith
- Loved – Regie: Erin Dignam
- Ulee’s Gold – Regie: Victor Nuñez
- Wenn Guffman kommt (Waiting for Guffman) – Regie: Christopher Guest

1999
Gods and Monsters – Regie: Bill Condon
- Claire Dolan – Regie: Lodge Kerrigan
- Der Gejagte (Affliction) – Regie: Paul Schrader
- Velvet Goldmine – Regie: Todd Haynes
- Zeit der Jugend (A Soldier’s Daughter Never Cries) – Regie: James Ivory

## 2000er-Jahre
2000
Election – Regie: Alexander Payne
- Cookie’s Fortune – Aufruhr in Holly Springs (Cookie’s Fortune) – Regie: Robert Altman
- The Limey – Regie: Steven Soderbergh
- Sugar Town – Regie: Allison Anders und Kurt Voss
- Eine wahre Geschichte – The Straight Story (The Straight Story) – Regie: David Lynch

2001
Tiger & Dragon (臥虎藏龍; Wòhǔ Cánglóng) – Regie: Ang Lee
- Before Night Falls – Regie: Julian Schnabel
- George Washington – Regie: David Gordon Green
- Ghost Dog – Der Weg des Samurai (Ghost Dog: The Way of the Samurai) – Regie: Jim Jarmusch
- Requiem for a Dream – Regie: Darren Aronofsky

2002
Memento – Regie: Christopher Nolan
- Hedwig and the Angry Inch – Regie: John Cameron Mitchell
- L.I.E. – Long Island Expressway (L.I.E.) – Regie: Michael Cuesta
- Things Behind the Sun – Regie: Allison Anders
- Waking Life – Regie: Richard Linklater

2003
Dem Himmel so fern (Far from Heaven) – Regie: Todd Haynes
- The Good Girl – Regie: Miguel Arteta
- Lovely & Amazing – Regie: Nicole Holofcener
- Secretary – Regie: Steven Shainberg
- Tully – Regie: Hilary Birmingham

2004
Lost in Translation – Regie: Sofia Coppola
- American Splendor – Regie: Robert Pulcini und Shari Springer Berman
- In America – Regie: Jim Sheridan
- Sommer in New York (Raising Victor Vargas) – Regie: Peter Sollett
- Shattered Glass – Regie: Billy Ray

2005
Sideways – Regie: Alexander Payne
- Baadasssss! – Regie: Mario Van Peebles
- Kinsey – Die Wahrheit über Sex (Kinsey) – Regie: Bill Condon
- Maria voll der Gnade (Maria Full of Grace) – Regie: Joshua Marston
- Primer – Regie: Shane Carruth

2006
Brokeback Mountain – Regie: Ang Lee
- Capote – Regie: Bennett Miller
- Good Night, and Good Luck. – Regie: George Clooney
- Three Burials – Die drei Begräbnisse des Melquiades Estrada (The Three Burials of Melquiades Estrada) – Regie: Tommy Lee Jones
- Der Tintenfisch und der Wal (The Squid and the Whale) – Regie: Noah Baumbach

2007
Little Miss Sunshine – Regie: Jonathan Dayton und Valerie Faris
- American Gun – Regie: Aric Avelino
- Dead Girl – Regie: Karen Moncrieff
- Half Nelson – Regie: Ryan Fleck
- Pans Labyrinth (El laberinto del fauno) – Regie: Guillermo del Toro

2008
Juno – Regie: Jason Reitman
- Ein mutiger Weg (A Mighty Heart) – Regie: Michael Winterbottom
- I’m Not There – Regie: Todd Haynes
- Paranoid Park – Regie: Gus Van Sant
- Schmetterling und Taucherglocke (Le scaphandre et le papillon) – Regie: Julian Schnabel

2009
The Wrestler – Regie: Darren Aronofsky
- Ballast – Regie: Lance Hammer
- Frozen River – Regie: Courtney Hunt
- Rachels Hochzeit (Rachel Getting Married) – Regie: Jonathan Demme
- Wendy and Lucy – Regie: Kelly Reichardt

## 2010er-Jahre
2010
Precious – Das Leben ist kostbar (Precious: Based on the Novel “Push” by Sapphire) – Regie: Lee Daniels
- (500) Days of Summer – Regie: Marc Webb
- Amreeka – Regie: Cherien Dabis
- Ein russischer Sommer (The Last Station) – Regie: Michael Hoffman
- Sin nombre – Regie: Cary Jôji Fukunaga

2011
Black Swan – Regie: Darren Aronofsky
- 127 Hours – Regie: Danny Boyle
- Greenberg – Regie: Noah Baumbach
- The Kids Are All Right – Regie: Lisa Cholodenko
- Winter’s Bone – Regie: Debra Granik

2012
The Artist – Regie: Michel Hazanavicius
- 50/50 – Freunde fürs (Über)Leben (50/50) – Regie: Jonathan Levine
- Beginners – Regie: Mike Mills
- The Descendants – Familie und andere Angelegenheiten (The Descendants) – Regie: Alexander Payne
- Drive – Regie: Nicolas Winding Refn
- Take Shelter – Ein Sturm zieht auf (Take Shelter) – Regie: Jeff Nichols

2013
Silver Linings (Silver Linings Playbook) – Regie: David O. Russell
- Beasts of the Southern Wild – Regie: Benh Zeitlin
- Bernie – Leichen pflastern seinen Weg – Regie: Richard Linklater
- Keep the Lights On – Regie: Ira Sachs
- Moonrise Kingdom – Regie: Wes Anderson

2014
12 Years a Slave – Regie: Steve McQueen
- All Is Lost – Regie: J. C. Chandor
- Frances Ha – Regie: Noah Baumbach
- Inside Llewyn Davis – Regie: Ethan und Joel Coen
- Nebraska – Regie: Alexander Payne

2015
Birdman oder (Die unverhoffte Macht der Ahnungslosigkeit) (Birdman or (The Unexpected Virtue of Ignorance)) – Regie: Alejandro González Iñárritu
- Boyhood – Regie: Richard Linklater
- Liebe geht seltsame Wege (Love Is Strange) – Regie: Ira Sachs
- Selma – Regie: Ava DuVernay
- Whiplash – Regie: Damien Chazelle

2016
Spotlight – Regie: Tom McCarthy
- Anomalisa – Regie: Charlie Kaufman und Duke Johnson
- Beasts of No Nation – Regie: Cary Joji Fukunaga
- Carol – Regie: Todd Haynes
- Tangerine L.A. (Tangerine) – Regie: Sean Baker

2017
Moonlight – Regie: Barry Jenkins
- American Honey – Regie: Andrea Arnold
- Chronic – Regie: Michel Franco
- Jackie: Die First Lady (Jackie) – Regie: Pablo Larraín
- Manchester by the Sea – Regie: Kenneth Lonergan

2018
Get Out – Produktion: Jason Blum, Edward H. Hamm Jr., Sean McKittrick, Jordan Peele
- Call Me by Your Name – Produktion: Peter Spears, Luca Guadagnino, Emilie Georges, Rodrigo Teixeira, Marco Morabito, James Ivory, Howard Rosenman
- The Florida Project – Produktion: Sean Baker, Chris Bergoch, Kevin Chinoy, Andrew Duncan, Alex Saks, Francesca Silvestri, Shih-Ching Tsou
- Lady Bird – Produktion: Eli Bush, Evelyn O’Neill, Scott Rudin
- The Rider – Produktion: Mollye Asher, Bert Hamelinck, Sacha Ben Harroche, Chloé Zhao

2019
If Beale Street Could Talk – Produktion: Dede Gardner, Barry Jenkins, Jeremy Kleiner, Sara Murphy, Adele Romanski
- A Beautiful Day (You Were Never Really Here) – Produktion: Rosa Attab, Pascal Caucheteux, Rebecca O’Brien, Lynne Ramsay, James Wilson
- Eighth Grade – Produktion: Eli Bush, Scott Rudin, Christopher Storer, Lila Yacoub
- First Reformed – Produktion: Jack Binder, Greg Clark, Gary Hamilton, Victoria Hill, David Hinojosa, Frank Murray, Deepak Sikka, Christine Vachon
- Leave No Trace – Produktion: Anne Harrison, Linda Reisman, Anne Rosellini

## 2020er-Jahre
2020
The Farewell – Produktion: Anita Gou, Daniele Melia, Andrew Miano, Peter Saraf, Marc Turtletaub, Lulu Wang, Chris Weitz, Jane Zheng
- Clemency – Produktion: Timur Bekbosunov, Julian Cautherley, Bronwyn Cornelius, Peter Wong
- Marriage Story – Produktion: Noah Baumbach, David Heyman
- Der schwarze Diamant (Uncut Gems) – Produktion: Eli Bush, Sebastian Bear-McClard, Scott Rudin
- Ein verborgenes Leben (A Hidden Life) – Produktion: Elisabeth Bentley, Dario Bergesio, Grant Hill, Josh Jeter

2021
Nomadland – Produktion: Mollye Asher, Dan Janvey, Frances McDormand, Peter Spears, Chloé Zhao
- First Cow – Produktion: Neil Kopp, Vincent Savino, Anish Savjani
- Ma Rainey’s Black Bottom – Produktion: Todd Black, Denzel Washington, Dany Wolf
- Minari – Wo wir Wurzeln schlagen (Minari) – Produktion: Dede Gardner, Jeremy Kleiner, Christina Oh
- Niemals Selten Manchmal Immer (Never Rarely Sometimes Always) – Produktion: Sara Murphy, Adele Romanski

2022
Frau im Dunkeln (The Lost Daughter) – Produktion: Charles Dorfman, Maggie Gyllenhaal, Osnat Handelsman-Keren, Talia Kleinhendler
- Chiara – Produktion: Jonas Carpignano, Paolo Carpignano, Jon Coplon, Ryan Zacarias
- Come on, Come on – Produktion: Chelsea Barnard, Andrea Longacre-White, Lila Yacoub
- Die Novizin (The Novice) – Produktion: Ryan Hawkins, Kari Hollend, Steven Sims, Zack Zucker
- Zola – Produktion: Kara Baker, Dave Franco, Elizabeth Haggard, David Hinojosa, Vince Jolivette, Christine Vachon, Gia Walsh

2023
Everything Everywhere All at Once – Produktion: Daniel Kwan, Mike Larocca, Anthony Russo, Joe Russo, Daniel Scheinert, Jonathan Wang
- Die Aussprache (Women Talking) – Produktion: Dede Gardner, Jeremy Kleiner, Frances McDormand
- Bones and All – Produktion: Timothée Chalamet, Francesco Melzi d’Eril, Luca Guadagnino, David Kajganich, Lorenzo Mieli, Marco Morabito, Gabriele Moratti, Theresa Park, Peter Spears
- Our Father, the Devil – Produktion: Ellie Foumbi, Joseph Mastantuono
- Tár – Produktion: Todd Field, Scott Lambert, Alexandra Milchan

2024
Past Lives – In einem anderen Leben (Past Lives) – Produktion: David Hinojasa, Pamela Koffler und Christine Vachon
- All of Us Strangers – Produktion: Graham Broadbent, Pete Czernin und Sarah Harvey
- Amerikanische Fiktion (American Fiction) – Produktion: Cord Jefferson, Jermaine Johnson, Nikos Karamigios und Ben LeClair
- May December – Jessica Elbaum, Will Ferrell, Grant S. Johnson, Pamela Koffler, Tyler W. Konney, Sophie Mas, Natalie Portman, and Christine Vachon
- Passages – Produktion: Michel Merkt und Saïd Ben Saïd
- We Grown Now – Produktion: Minhal Baig und Joe Pirro

2025
Anora – Produktion: Sean Baker, Alex Coco und Samantha Quan
- I Saw the TV Glow – Produktion: Ali Herting, Luca Intili, Dave McCary, Emma Stone und Sarah Winshall
- Die Nickel Boys – Produktion: Joslyn Barnes, Dede Gardner, Jeremy Kleiner und David Levine
- Sing Sing – Produktion: Clint Bentley, Greg Kwedar und Monique Walton
- The Substance – Produktion: Tim Bevan, Coralie Fargeat und Eric Fellner